# Pan Wołodyjowski (film)
Pan Wołodyjowski – polski barwny film fabularny Jerzego Hoffmana z 1969 roku na podstawie powieści Henryka Sienkiewicza pod tym samym tytułem. Równolegle kręcono czarno-biały serial telewizyjny Przygody pana Michała, wykorzystujący te same plenery i rekwizyty.

## Treść
Rok 1672. Pułkownik Michał Wołodyjowski zgnębiony po śmierci narzeczonej porzuca służbę wojskową i wstępuje do klasztoru kamedułów. Wywabia go stamtąd podstępem wieloletni przyjaciel Jan Onufry Zagłoba. Wkrótce Wołodyjowski w tajemnicy zaręcza się z Krystyną Drohojowską, dowiedziawszy się jednak, że kocha ona Ketlinga, mimo początkowej urazy do rywala i chęci zemsty, uwalnia ją od zobowiązań, żeniąc się z Basią Jeziorkowską. Po pewnym czasie Wołodyjowski udaje się z żoną na kresy, do stanicy w Chreptiowie, z powierzonym mu zadaniem chronienia granic Rzeczypospolitej. 
W Chreptiowie dochodzi do kolejnych dramatycznych wydarzeń, gdy okazuje się, że podkomendny Wołodyjowskiego, setnik lipkowski Azja Mellechowicz jest zaginionym synem tatarskiego wodza Tuhaj-beja, zdeklarowanego wroga Polaków. Korzystając z okazji wspólnego wyjazdu do Raszkowa, Azja w drodze podstępem usiłuje porwać Basię, która stawiając opór, okalecza go, ucieka i po dramatycznych przejściach powraca do męża w Chreptiowie. W zemście, na rozkaz Azji Lipkowie palą Raszków i zabijają mieszkańców. Azja morduje starego szlachcica Nowowiejskiego, który wychowując go, okrutnie go potraktował za próbę romansu z córką Ewą, którą mściwy zdrajca oddaje swym Tatarom jako nałożnicę. Potem z oddziałem Lipków przekracza granicę i przechodzi na służbę tureckiego sułtana. Brat Ewy, Adam Nowowiejski, w pragnieniu pomszczenia ojca i w nadziei na odzyskanie siostry, na czele niewielkiego oddziału dokonuje dalekiego wypadu poza granice, znienacka porywa tam Azję i wymierza mu karę wbiciem na pal. 
Na wieść o zbliżaniu się wojsk tureckich Wołodyjowski opuszcza Chreptiów i udaje się do Kamieńca Podolskiego, gdzie  wraz z wiernymi towarzyszami bierze udział w obronie pogranicznej fortecy. Jednakże mimo jej skutecznej obrony, generał ziem podolskich Potocki wraz z biskupem lanckorońskim (będącym od początku zwolennikiem układów z Turkami), ostatecznie poddają Kamieniec nieprzyjacielowi. Wołodyjowski wraz z Ketlingiem giną, celowo wysadzając w powietrze obwarowania fortecy.

## Obsada
- Tadeusz Łomnicki − pułkownik Michał Wołodyjowski
- Magdalena Zawadzka − Barbara Jeziorkowska-Wołodyjowska
- Daniel Olbrychski − Azja Tuhajbejowicz
- Mieczysław Pawlikowski − Jan Onufry Zagłoba
- Jan Nowicki − Ketling
- Marek Perepeczko − Adam Nowowiejski
- Barbara Brylska − Krystyna Drohojowska
- Hanka Bielicka − stolnikowa Makowiecka, siostra Wołodyjowskiego
- Irena Karel − Ewa Nowowiejska
- Mariusz Dmochowski − hetman Jan Sobieski
- Władysław Hańcza − stary Nowowiejski
- Gustaw Lutkiewicz − Zydor Luśnia
- Tadeusz Schmidt − pan Snitko
- Andrzej Szczepkowski − biskup lanckoroński
- Leonard Andrzejewski − Halim, sługa Azji
- Wiktor Grotowicz − generał Potocki
- Witold Skaruch − brat furtian

## O filmie
Produkcja filmu od początku budziła spore zainteresowanie. Publicznie przeprowadzano castingi do planowanej obsady. 
Zdjęcia do filmu kręcono w łódzkim studiu filmowym (wnętrza), zamku w Pieskowej Skale i obiektach sakralnych (Bazylika archikatedralna św. Stanisława i św. Wacława w Krakowie, Kościół Wniebowzięcia Najświętszej Maryi Panny w Krakowie, Kościół św. Jakuba Apostoła w Krzemienicy, Kościół św. Jacka w Warszawie). 
Plenery kręcono m.in. w Bieszczadach. Filmowym Raszkowem stały się okolice cerkwi w miejscowości Chmiel, a drewnianą stanicę chreptiowską zbudowano w ciągu roku (z 600 tys. m³ drewna) na wzgórzu Chodak pomiędzy Lutowiskami a Skorodnem; ucieczka Basi przed Azją filmowana była wśród olszyn nad dopływem potoku Głuchego). 
Ujęcia działań wojennych w twierdzy Kamieńca Podolskiego kręcono w zamku w Chęcinach. Na skalistym grzbiecie Góry Zamkowej na wschód od Zamku Królewskiego w Chęcinach powstała makieta zamku z Kamieńca Podolskiego, która była największą dekoracją plenerową wybudowaną na potrzeby ekranizacji powieści Henryka Sienkiewicza "Pan Wołodyjowski", a sceny z wyprawy młodego Nowowiejskiego na Azję Tuhajbejowicza powstały na skałach i murach krymskiej twierdzy Czufut-Kale w okolicach Bakczysaraju. 
Film kręcono także w Białym Borze, Klęku, Warszawie (Rynek Starego Miasta, ul. Podwale), Sulejowie i okolicach Wolborza.